# PURE-J
PURE-J女子プロレス（ピュア-ジェイじょしプロレス）は、日本の女子プロレス団体。

## 団体名の由来
PURE-Jの前身であるJWP女子プロレスの精神「ピュアハート」、JWPの前身であるジャパン女子プロレスの頭文字「J」が由来。

## 歴史
- 2017年2月8日、JWP女子プロレスのコマンド・ボリショイ、KAZUKI、Leon、中森華子、勝愛実、ライディーン鋼、藤ヶ崎矢子が記者会見を行い、JWPの運営会社であるJWPプロデュースとの契約が諸事情で4月に終了するため、独立して新たな女子プロレス団体の設立に向けて動き始めたことを発表[1]。
- 3月28日、ボリショイが「PURE-J女子プロレス」の設立を発表[2]。
- 4月2日、後楽園ホール大会を最後にJWPが活動停止[3]。
- 8月11日、後楽園ホールで旗揚げ戦を開催。津田紗希がリングアナウンサーデビュー。
- 2018年4月15日、マリ卍がデビュー。
- 2019年4月14日、AKARIがデビュー。
- 8月11日、久令愛がデビュー。
- 2020年8月10日、大空ちえがデビュー。

## タイトルホルダー
| タイトル                             | 保持者               | 歴代   |
| ------------------------------------ | -------------------- | ------ |
| PURE-J認定無差別級王座               | SAKI                 | 第16代 |
| デイリースポーツ認定女子タッグ王座   | Leon 米山香織        | 第37代 |
| KSR王座                              | フライング・ペンギン | 第2代  |
| プリンセス・オブ・プロレスリング王座 | 炎華                 | 第33代 |

## 所属選手
- KAZUKI
- Leon
- 中森華子
- ライディーン鋼
- 谷もも
- AKARI
- 久令愛
- 大空ちえ

## スタッフ

### レフェリー
- テッシー・スゴー

### リングアナウンサー
- 津田紗希
- 伊藤こーへー（ジャッジサポート）

## 歴代所属選手
- コマンド・ボリショイ
- 藤ヶ崎矢子（現：YAKO）
- 勝愛実
- マリ卍

## PURE-Jアワード
PURE-Jが1年間を通じて活躍した選手を表彰する制度。各賞はファンとマスコミの投票で決定される。
2017年
- MVP : 中森華子
- ベストバウト賞 : 12月17日 後楽園ホール PURE-J認定無差別級選手権試合&敗者髪切りマッチ 中森華子 vs DASH・チサコ
- 特別賞 : 藤ヶ崎矢子
- エネミー賞 : DASH・チサコ

2018年
- MVP : 中森華子
- ベストバウト賞 : 12月9日 後楽園ホール PUER-J認定無差別級選手権試合 中森華子 vs 中島安里紗
- 特別賞 : コマンド・ボリショイ